# Confesiones (álbum de Obie Bermúdez)
Confesiones es el título del segundo álbum de estudio y primero oficial grabado por el cantautor puertorriqueño-estadounidense Obie Bermúdez, Fue lanzado al mercado por la empresa discográfica EMI Latin el 22 de julio de 2003. En esta dicha producción discográfica se desprenden los sencillos: «Antes» y «Me cansé de tí», Las 2 canciones llegaron al puesto número 1 en la revista Billboard Hot Latin Tracks en 2003 y 2004, respectivamente. Este álbum obtuvo dos nominaciones para el Premio Grammy Latino al Mejor Álbum de Pop Vocal Masculino y un Premio Grammy Latino al Mejor Artista Nuevo en la 5°. edición anual de los Premios Grammy Latinos celebrados el miércoles 1° de septiembre de 2004, sin embargo en las dos categorías, perdieron contra No es lo mismo de Alejandro Sanz y Maria Rita, respectivamente.

## Lista de canciones
| N.º | Título                  | Escritor(es)                                 | Duración |  |
| 1.  | «4:30 AM»               | Obie Bermúdez · Sebastián Krys               | 3:34     |  |
| 2.  | «Confesiones»           | Bermúdez                                     | 4:14     |  |
| 3.  | «Antes» (Balada)        | Bermúdez                                     | 3:38     |  |
| 4.  | «Paco»                  | Bermúdez · Domingo Quiñones · Joel Someillán | 3:45     |  |
| 5.  | «4 de julio»            | Bermúdez · Rubén Bladés                      | 3:29     |  |
| 6.  | «Me cansé de ti»        | Bermúdez · Gian Marco                        | 3:08     |  |
| 7.  | «Otro día»              | Bermúdez                                     | 3:33     |  |
| 8.  | «Así me siento hoy»     | Bermúdez · Jorge Villamizar                  | 3:53     |  |
| 9.  | «A toda hora»           | Bermúdez · Sebastián Krys                    | 3:24     |  |
| 10. | «El fin»                | Bermúdez · Sebastián Krys                    | 3:53     |  |
| 11. | «Antes» (Versión salsa) | Bermúdez                                     | 4:31     |  |
| 12. | «Antes» (Remix)         | Bermúdez                                     | 3:59     |  |